# Christian Schopen
Christian Schopen (* 26. September 1958 in Offenbach am Main) ist ein ehemaliger deutscher Fußballspieler.

## Karriere
Der gebürtige Offenbacher Christian Schopen begann seine Karriere im Vereinsfußball 1966 bei den Offenbacher Kickers. Nach einem Umzug der Familie nach Rimbach (Odenwald) schloss er sich 1973 dem FV 09 Weinheim an.
1977 wechselte er, dem Jugendalter entwachsen, zu Starkenburgia Heppenheim in die Gruppenliga. Nach der ersten Saison beim Heppenheimer Verein stand der Aufstieg in die Oberliga Hessen. 1980 ging er zu Wormatia Worms in die 2. Bundesliga, wo er auf Anhieb einen Stammplatz innehatte. 1981 qualifizierte sich Worms für die eingleisige zweite Liga, aus der man allerdings ein Jahr später abstieg. Daraufhin ging Schopen zum 1. FC Saarbrücken (Oberliga Südwest). Die von Uwe Klimaschefski trainierte Mannschaft stieg als Südwestmeister in die 2. Liga auf, Schopen verließ den Verein allerdings nach einer Saison wieder und ging zurück nach Hessen, wo er sich dem VfR Bürstadt (Oberliga Hessen) anschloss. Auch hier konnte er in seiner ersten Saison den Titel des Oberligameisters und den Aufstieg in die 2. Bundesliga feiern. Mit 36 Einsätzen in der Saison 1984/85 gehörte er zum Stammpersonal bei den Bürstädtern, konnte aber den Abstieg nicht verhindern. Schopen hielt dem Verein auch nach dem Abstieg zunächst die Treue. 1986 drang er mit seinem Verein bis ins Finale der deutschen Amateurmeisterschaft vor. Dort unterlag der VfR dem BVL 08 Remscheid mit 1:2 Toren. Anschließend wechselte er zum FV Weinheim, mit dem er 1987/88 den dritten Oberliga-Meistertitel seiner Karriere gewann. Neben seiner Spielertätigkeit in Weinheim trainierte er in dieser Zeit die E-Jugend des FSV Rimbach, dem ehemaligen Wohnort von Christian Schopen. Ab Sommer 1989 spielte er für ein halbes Jahr beim SV Sandhausen und danach bei der SG Egelsbach aktiv. Im ersten Jahr dort stieg man aus der Oberliga Hessen ab, erreichte aber unter Trainer Lothar Buchmann den sofortigen Wiederaufstieg. Er bestritt 70 Spiele für Egelsbach (39 in der Oberliga; 31 in der Landesliga) und erzielte 6 Tore. 1992 beendete Schopen seine Spielerkarriere.
Es folgten zwei Jahre als Spielausschussvorsitzender beim VfR Bürstadt und eine Saison (1997/98) als Trainer des SV Kirschhausen.

### Statistik
| Liga          | Spiele (Tore) |
| ------------- | ------------- |
| 2. Bundesliga | 104 (5)       |
| Wettbewerb    |               |
| DFB-Pokal     | 004 (0)       |

### Erfolge
- Oberligameister 1983 mit dem 1. FC Saarbrücken (OL Südwest), 1984 mit dem VfR Bürstadt (OL Hessen) und 1988 mit dem FV Weinheim (OL Baden-Württemberg)
- Finale der deutschen Amateurmeisterschaft 1986 mit dem VfR Bürstadt

## Außerhalb des Fußballs
Schopen absolvierte eine Ausbildung zum Bankkaufmann, war Zeitsoldat und studierte später Jura. Er ist heute bei einer Bank tätig und wohnt in Bürstadt. 2006 kandidierte er für das Amt des Bürgermeisters in Rimbach (Odenwald). Er erhielt 29,4 Prozent der Stimmen.